# Тирадо, Линда
Линда Тирадо (род. около 26 августа 1982) — американская писательница, фотограф-фрилансер и политический деятель. В её мемуарах Hand to Mouth: Living in Bootstrap America рассказывается о её жизни в качестве представительницы рабочего класса. Она также писала статьи для The Guardian, The Daily Beast и других сетевых периодических изданий. В 2014 году была включена в список 100 женщин Би-би-си.
Тирадо впервые привлекла внимание общественности в октябре 2013 года, когда её комментарий о жизни в бедности на веб-сайте Gawker Media, Killer Martinis, стал вирусным; позже она расширила его до книги. Вскоре после этого из статьи в Houston Press стало известно, что у неё было комфортное прошлое, она была ученицей-интерном в школах Крэнбрук в Мичигане и работала консультантом по политической кампании в период с 2004 по 2010 год. Автор статьи обвинил Тирадо в использовании порнографии бедности, так как она описывала бедность с помощью негативных стереотипов, которые могли бы ожидать те, кто никогда с ней не сталкивался. Сама Тирадо сообщила об этой публикации на своей странице GoFundMe; она назвала своё эссе «импрессионистским», но обнародовала записи, доказывающие, что в течение нескольких лет она и её семья получали Medicaid, социальное обеспечение и WIC.
В мае 2020 года Тирадо получила травму левого глаза, когда освещала протесты Джорджа Флойда в Миннеаполисе и Сент-Поле. Тирадо полагала, что ранение было вызвано резиновой пулей, выпущенной полицией, хотя позже сообщалось, что это была губчатая пуля. После операции прогноз гласил, что она ослепнет на этот глаз, но на следующий же день она вернулась к работе. 14 июня 2020 года Тирадо подала иск против полиции. 26 мая 2022 года после акции протеста городской совет Миннеаполиса согласился на урегулирование спора выплатой в размере 600 000 долларов.
В августе 2020 года Тирадо получила John Aubuchon Press Freedom Award от Национального пресс-клуба.